# Espionaje (Ediciones Toray)
Espionaje fue una colección de novelas gráficas publicada por la editorial barcelonesa Toray a partir de 1965.

## Trayectoria editorial
Al principio de los años 60, cuando el cuaderno de aventuras comenzaba su declive, Toray se lanzó a experimentar con nuevos formatos como la novela gráfica, al mismo tiempo que se abría al mercado internacional. El mundo del espionaje también era bastante nuevo en el tebeo español, pues sólo había sido tratado en los cuadernos Tras el telón de acero (1954) y de forma más esporádica en Alan Duff (1952) y la segunda serie de Kit Boy (1958).
En 1974, Ursus editó otra colección con el mismo título y un formato de 27 x 19 cm.

## Argumento
No hay un protagonista fijo, narrándose los siguientes relatos, por orden de aparición:
| Número | Título                     | Guionista               | Dibujante               | Fecha |
| ------ | -------------------------- | ----------------------- | ----------------------- | ----- |
| 1      | Los espías mueren solos    | Eugenio Sotillos        | José Antonio de Huéscar |       |
| 2      | La araña cierra sus mallas | Salvador Dulcet         | Antonio Borrell         |       |
| 3      | Era atómica, año cero      | María Victoria Rodoreda | José Gual               |       |
| 4      | Yo, agente del diablo      | Eugenio Sotillos        | José Antonio de Huéscar |       |
| 5      | Los ojos                   | Clark Carrados          | César Guirado           |       |
| 6      | Poder impalpable           | Alex Simmons            | José García Pizarro     |       |

## Valoración
Para el crítico Salvador Vázquez de Parga, Espionaje es uno de los ejemplos más claro de propaganda anticomunista dentro del tebeo clásico español, si se exceptúan cómics de guerra como "Hazañas Bélicas".